# Holbeach
Holbeach è un paese di 9 448 abitanti della contea del Lincolnshire, in Inghilterra.